# 色康寺
色康寺，位于西藏自治区拉萨市林周县边交林乡当杰村，是一座藏传佛教寺院。

## 简介
色康寺位于西藏自治区拉萨市林周县边交林乡当杰村，为藏传佛教寺院。该寺位于当杰村南面，坐落在半山腰上，历史悠久，建筑风格独特。
如今，林周县色康寺的噶当觉顿式大佛塔，其上还残存旧有的瓦当和滴水。
2012年，该寺的僧人桑珠次仁被评为西藏自治区爱国守法先进僧尼。